# Pete D'Alessandro
Pete D'Alessandro, né le 17 juin 1968, est un dirigeant américain de basket-ball. Il est manager général des Kings de Sacramento depuis 2013.

## Carrière
Pete D’Alessandro commence sa carrière dans le basket-ball en tant que coordinateur vidéo avec les Red Storm de Saint John aux côtés de l'entraîneur Lou Carnesecca.
D’Alessandro collabore avec l'agence sportive "Professional Management Associates", à Washington entre 1997 et 2004, en tant qu'agent de joueurs NBA. Il est engagé par les Warriors de Golden State en 1994 en tant que directeur des opérations basket-ball. Il est promu manager général assistant en 2006. Il rejoint ensuite les Nuggets de Denver en tant que manager général assistant, avant de d'être engagé par le nouvel actionnaire majoritaire des Kings de Sacramento Vivek Ranadive le 17 juin 2013 au poste de manager général.